# ハリネズミ (曲)
「ハリネズミ」は、AZUMA HITOMIの1枚目のシングル。2011年3月9日にEPIC Records Japanから発売された。

## 概要
表題曲「ハリネズミ」は、テレビアニメ『フラクタル』のオープニングテーマとして起用された。ディスクジャケットには、AZUMA HITOMIのイラストが描かれている。

## 批評
CDジャーナルは、「無機質でありながらも人間味あふれるサウンドを生み出している。」と評した。

## 収録曲
（全編曲：AZUMAYA）
1. ハリネズミ [4:59]
作詞・作曲：AZUMA HITOMI
  - テレビアニメ『フラクタル』オープニングテーマ

AZUMA HITOMI曰く歌詞は公式サイトに掲載されている「“終われない世界”に、立ち向かう決意をした」に影響されたという[2]。
2. おなじゆめ [6:13]
作詞：AZUMA HITOMI、作曲：AZUMA HITOMI・細海魚
3. Down By The Salley Gardens [3:19]
作詞：ウィリアム・バトラー・イェイツ、作曲：アイルランド民謡